# Antarctic Muon And Neutrino Detector Array
L'Antarctic Muon And Neutrino Detector Array (abbreviato in AMANDA) è un particolare tipo di telescopio di neutrini che nasce da una cooperazione da 7 milioni di dollari fra università statunitensi, belghe, svedesi e tedesche.
È stato installato sotto i ghiacci dell'Antartide ed è il più grande rivelatore al mondo per i neutrini, e il primo che possa essere considerato uno strumento astronomico anziché un esperimento di fisica.

## Caratteristiche tecniche
La maggior parte dei telescopi guarda verso l'alto, mentre questo guarda in basso. La maggior parte capta qualche forma di radiazione, mentre questo cerca particelle subatomiche. La maggior parte dei telescopi si trova in luoghi remoti, ma questo va fino all'estremo: è sepolto sotto più di 2 km di ghiaccio al Polo Sud.
AMANDA ha la sensibilità necessaria per catturare un significativo numero di neutrini di alta energia emessi da sorgenti lontane, che includono molti dei processi violenti che tanto interessano gli astronomi: la rotazione di gas attorno ai buchi neri, i meccanismi interni delle esplosioni stellari, la composizione della materia oscura che sembra predominare nell'universo.
L'osservatorio consiste di 424 contenitori di vetro, ognuno delle dimensioni di un pallone da pallacanestro. Essi osservano l'elusivo bagliore blu prodotto indirettamente quando un neutrino collide con un nucleo atomico nel ghiaccio o nella roccia sottostante, e sono puntati verso il basso, in modo che la Terra stessa possa schermare particelle estranee. Per installarli, è stata prima usata acqua calda sotto pressione per fondere una colonna di ghiaccio larga mezzo metro e profonda 2400, poi sono stati calati i rivelatori, appesi a un cavo come le perle di una collana, che sono stati lasciati congelare sul posto. La configurazione finale prevede 5000 di questi globi appesi a 80 cavi in un Km³ di ghiaccio.
Per quanto sembri strano, il ghiaccio è un luogo adatto per i rivelatori di neutrini. A queste profondità esso è trasparente come cristallo, cosicché i sensori possono scorgere i lampi di luce a centinaia di metri di distanza.

## Il successore
Nel 2007 è iniziata la costruzione del successore di AMANDA, chiamato IceCube